# Hr2-kultur
hr2-kultur est une radio publique thématique allemande du groupe Hessischer Rundfunk, essentiellement consacrée à des émissions de culture.

## Histoire
Le programme existe depuis le 15 octobre 1950 et n'est diffusé à son début que sur les fréquences FM. Le nom officiel est jusque dans les années 1980 « Zweites Programm ». L’abréviation hr2 ne prévaut pas avant le milieu des années 1980 - initialement en complément du nom officiel - dans la présentation externe également. Avec l’introduction du programme hr4 le 6 octobre 1986, toutes les radios sont uniformément nommées hr1, hr2, hr3 et hr4. hr2-kultur apparaît en septembre 2007.
hr2 est considéré comme un facteur culturel important en Hesse, car il reflète la vie culturelle en Hesse et est souvent le partenaire de coproduction des institutions culturelles les plus importantes de l'État fédéral. En outre, hr2 est considéré comme un producteur culturel, ses émissions sont souvent des événements publics, particulièrement pour les deux orchestres: le hr-Bigband et le Hr-Sinfonieorchester.

## Programmes
Sous le slogan « Restez curieux ! », les concepteurs de programmes de hr2 privilégient un concept large de la culture. Cependant, après une réforme du programme en septembre 2005, une composante essentielle de l'offre de hr2 est sa gamme de musique, qui va de la musique classique au jazz et, surtout, englobe les musiques du monde et la chanson le matin et en fin d'après-midi. Cette réforme du programme était devenue nécessaire car le programme purement classique hr-Klassik, produit auparavant par le Hessischer Rundfunk, est abandonné à l'automne 2005 pour des raisons de coût. Dans le même temps, cependant, les programmes qui se situent entre les genres musicaux, tels que Der neue Klang im Jazz d'Ulrich Olshausen, ne sont pas poursuivis.
Cependant, des composantes fixes du programme continuent à inclure des pièces radiophoniques, des émissions de radio, des critiques littéraires, des contributions à la philosophie et à la religion ainsi que des programmes pour les enfants le week-end.
Le programme de la soirée commence avec l'événement musical (jusqu'en juillet 2011 : événement culturel) : l'enregistrement d'un concert ou d'un opéra. Le mardi est consacré à la Nouvelle musique. Le samedi soir, Peter Härtling organise plusieurs fois par an depuis 1975 le jeu Literatur im Kreuzverhör avec la participation d'auditeurs et de spectateurs sur place dans une bibliothèque publique ou une librairie.
Le matin, de 6h à 9h (jusqu'en juillet 2011 : jusqu'à 10h et l'après-midi de 17h à 18h), le magazine Mikado comprend des pièces de musique classique, de divertissement et des musiques du monde avec des feuilletons, des reportages et des interviews sur les événements politiques et culturels actuels. L'émission Libretto de 9 à 12 h mélange musique classique et littérature.
Dans l'après-midi du 12 septembre 2011, le magazine Fidelio reprend des éléments de Mikado, mais apporte également de la musique classique. La nuit, de midi à 6 heures, on diffuse l'ARD-Nachtkonzert.
L'émission d'animation Der Tag passe en 2004 de hr1 à hr2. Le programme est diffusé du lundi au vendredi de 18h05 à 18h55 et met en lumière un sujet d'actualité en profondeur et sous différents angles, principalement avec des chroniques informatives ou sarcastiques.
Le traditionnel concert du dimanche après-midi est diffusé pour la dernière fois en septembre 2011 après plusieurs décennies. Il est remplacé par le programme Belcanto, qui privilégie le chant lyrique.

### Source de la traduction
- (de) Cet article est partiellement ou en totalité issu de l’article de Wikipédia en allemand intitulé « hr2-kultur » (voir la liste des auteurs).